# Éder Xavér Ferenc
Éder Xavér Ferenc (Selmecbánya, 1727. szeptember 1. – Besztercebánya, 1772. április 17.) jezsuita hittérítő, Dél-Amerika-utazó.

## Élete
Selmecbányán kezdte el iskolai tanulmányait, ezek után került a jezsuita nagyszombati kollégiumba, 1743-ban belépett a jezsuita rendbe, és a trencséni újoncképzőbe került. 1749-ben missziós szolgálatra jelentkezett, rendje Dél-Amerikába küldte.
1749 elején, Bécsen és Grazon át Genovába utazott, majd hajóra szállt, Spanyolországba érkezett meg. A misszionáriusképző elvégzése után 1750. október 12-én szállt hajóra Cádiz kikötőjében, és Panamán átkelve 1751 elején érkezett meg Peruba.

## Hittérítői tevékenysége
Peru fővárosában, Limában a rendtartomány főnöke a misszionáriusi helyét az Andok keleti oldalán lévő, Moxitániának nevezett vidékre jelölte ki, a Mamoré folyó középső szakasza mentén élő mojo (más néven moxo, magyaros írással moho) indiánok közé. (Jelenleg bolíviai terület). A mojo indiánok mellett az őserdőben más kisebb törzsek is éltek (more, itonama és chiriguano indiánok). 1753-tól missziós központokat alapított. Megtanulta az indián nyelveket az ott élő indiánok keresztény hitre térítése céljából.
A teljes területet bejárta, felkereste a legkisebb indián települést is, részletes feljegyzéseket készített az indiánokról, szokásaikról, életükről. Mellette rajzokat, térképvázlatokat is készített. Feljegyezte az éghajlat alakulását, az őserdők növény és állatvilágáról részletes feljegyzést készített.
Több mint 15 éven keresztül élt az indiánok között, míg 1767-ben a király a jezsuitákat az ország elhagyására kötelezte. Ekkor hazatért, 1769-ben érkezett meg Besztercebányára, és a helyi plébánián plébános lett.
A kézirat összeállítását is Besztercebányán végezte el, s valószínű, hogy sajtó alá is rendezte  a később „Descriptio provinciae Moxitarum in Regno Peruano” címmel megjelent könyvet. Ez a latin nyelvű, 289 oldalas kézirat elsőként mutatta be az akkor teljesen ismeretlen vidék földrajzát, néprajzát, valamint a mai Peru és Bolívia területének térképét is tartalmazta.
Egészségi állapota azonban egyre romlott, és 1772. április 17-én meghalt.
A kézirat Orosz Lászlóhoz került, majd ennek alapján Makó Pál apát és királyi tanácsos adta ki a könyvet 1791-ben Budán, latin nyelven, de erősen megrövidítve és hibásan ismertetve az eredeti kéziratot, a kézirat teljes egészében jelenleg a budapesti Egyetemi Könyvtárban, a Pray-gyűjteményben található. Ez a legjelentősebb földrajzi és néprajzi munka a Dél-Amerika feltárásában részt vett magyar misszionáriusok tollából. Brentán Károly ennél részletesebb, térképekkel és rajzokkal illusztrált kézirata a Marañón vidékéről kinyomtatás előtt elveszett.
1888-ban spanyol nyelven is megjelent La Pazban.

## Művei
- Descriptio provinciae Moxitarum in Regno Peruano, quam e scriptis posthumis Franc. Xav. Eder ... digessit, expolivit, & adnotatiunculis illustravit ... Mako; typis Universitatis, Buda, 1791
- Ferenc X. Éder's description of Peruvian missions from the 18th century, 1-3.; sajtó alá rend. Boglár Lajos, Bognár András; ELTE, Bp., 1981–1986